# حیدرکند
خایدارقان (به قرقیزی: Хайдаркан) شهری در استان باتکن کشور قرقیزستان است که در سرشماری سال ۲۰۰۵ میلادی، ۸٫۱۶۵ نفر جمعیت داشته است.